# Beverly Garland

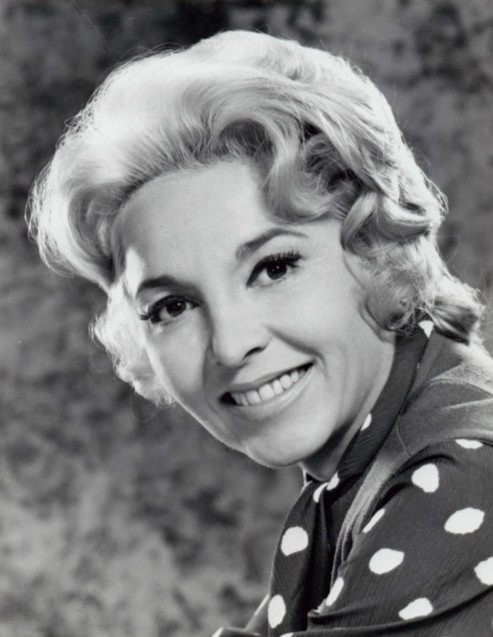
Beverly Garland, 1969

Beverly Garland (* 17. Oktober 1926 in Santa Cruz, Kalifornien; † 5. Dezember 2008 in Hollywood, Kalifornien; eigentlich Beverly Lucy Fessenden) war eine US-amerikanische Film- und Fernsehschauspielerin.

## Leben
Beverly Garland studierte Theaterwissenschaften unter Anita Arliss, der Schwester des renommierten Bühnen- und Filmschauspielers George Arliss. Sie spielte in einem kleinen Theater in Glendale und später – nachdem ihre Familie nach Arizona gezogen war – in Phoenix.
Zu Beginn ihrer Karriere arbeitete sie für das Radio und spielte – knapp bekleidet – in ein paar Kurzfilmen mit, bevor sie 1949 ihr Debüt in einer Nebenrolle in dem Kriminalfilm Opfer der Unterwelt (engl. D.O.A.) gab. Ab den 1950er Jahren spielte sie in zahlreichen Filmen, darunter auch B-Movies mit Kultstatus, sowie bis ins hohe Alter hinein in zahlreichen Fernsehserien mit.
Garlands Rollen in den 1950er Jahren tendierten meist zu denen starker Frauen, die ihr Leben in gewalttätigen Situationen meistern. Allein im Jahr 1956 spielte sie einen weiblichen Sheriff in dem Western Sonntag sollst du sterben (engl. Gunslinger), eine Gefängnisausbrecherin in Vier Frauen im Sumpf (engl. Swamp Women) und die Frau eines Wissenschaftlers, der einen Außerirdischen bekämpft, in It Conquered the World. Alle drei Filme wurden in den 1990er Jahren im Mystery Science Theater 3000 parodiert.
Im Jahr 1957 spielte Garland die verdeckt arbeitende Ermittlerin Casey Jones in der Fernsehserie Decoy; es handelte sich um die erste Polizeiserie im US-amerikanischen Fernsehen, deren Protagonistin eine Frau war. Dem breiten Publikum ist sie aber durch die Verkörperung zweier Vorstadt-Mütter bekannt: sie spielte von 1969 bis 1972 die zweite Ehefrau der Figur Steve Douglas (gespielt von Fred MacMurray) in den letzten drei Staffeln der Sitcom Meine drei Söhne und von 1983 bis 1987 Dotty West, die Mutter von Amanda King (gespielt von Kate Jackson), in allen vier Staffeln der Agentenserie Agentin mit Herz. Außerdem hatte sie eine wiederkehrende Rolle als Laura Holts Mutter während der ersten Staffel von Remington Steele (1982 bis 1983) und später als Lois Lanes Mutter in Superman – Die Abenteuer von Lois & Clark (1995–1997).
Zu ihren vielen Gastauftritten im Fernsehen gehörten unter anderem eine Rolle in der Folge The Four of Us Are Dying in der ersten Staffel von Unglaubliche Geschichten (1960) und die wiederkehrende Figur Ginger Jackson in der Familienserie Eine himmlische Familie.
Ihren Nachnamen trug sie seit ihrer Ehe mit dem Schauspieler Richard Garland, von dem sie sich 1953 nach vierjähriger Ehe scheiden ließ. 1960 ehelichte sie den Immobilienhändler Fillmore Crank, mit dem sie bis zu dessen Tod im Jahr 1999 verheiratet blieb. Fillmore Crank baute zwei Hotels, die ihren Namen tragen. Bis zu ihrem Tod 2008 kümmerte sie sich, neben ihrer Schauspielkarriere, um das 255 Räume umfassende Hotel „The Garland“ in Nord-Hollywood, Kalifornien.
Beverly Garland wurde mit einem Stern auf dem Hollywood Walk of Fame geehrt. Garlands Tochter ist die Schauspielerin Carrington Garland, die durch ihre Rolle der Kelly Capwell in der US-amerikanischen Seifenoper Santa Barbara bekannt wurde.

## Filmografie (Auswahl)
- 1949: Opfer der Unterwelt (D.O.A.)
- 1950: Mama Rosa (Fernsehserie)
- 1950: Mein Leben gehört mir (A Life of Her Own)
- 1953: Das gläserne Netz (The Glass Web)
- 1953: Der Rächer von Montana (Bitter Creek)
- 1954: Ausgeräuchert (The Miami Story)
- 1954: Rauchende Pistolen (Two Guns and a Badge)
- 1954: Der graue Reiter (The Desperado)
- 1954: Bomba, der Erbe Tarzans (Killer Leopard)
- 1955: An einem Tag wie jeder andere (The Desperate Hours)
- 1955: Stahlharte Männer (The Steel Jungle)
- 1955: Vier Frauen im Sumpf (Swamp Women)
- 1956: Curucu, die Bestie vom Amazonas (Curucu, Beast of the Amazon)
- 1956: Sonntag sollst du sterben (Gunslinger)
- 1956: It Conquered the World
- 1956: Naked Paradise
- 1957: Gesandter des Grauens (Not of This Earth)
- 1957: Schicksalsmelodie (The Joker Is Wild)
- 1957: Chicago vertraulich (Chicago Confidential)
- 1957–1959: Decoy (Fernsehserie)
- 1958: Bis zur letzten Patrone (The Saga of Hemp Brown)
- 1958: Den Wind im Rücken (Gundown at Sandoval)
- 1959: Im Sumpf des Grauens (The Alligator People)
- 1962: Das Gift des Bösen (Twice-Told Tales)
- 1964: Salome 73
- 1967: Der Engel mit der Mörderhand (Pretty Poison)
- 1968: Das Haus der blutigen Hände (The Mad Room)
- 1969–1972: Meine drei Söhne (My Three Sons) (Fernsehserie)
- 1970: Cutter duldet keinen Mord (Cutter’s Trail)
- 1974: Wo der rote Farn wächst (Where the Red Fern Grows)
- 1974: Als die Erde aufbrach (The Day the Earth Moved)
- 1974: Giganten am Himmel (Airport 1975)
- 1979: Roller Boogie
- 1980: It’s My Turn – Ich nenn’ es Liebe (It’s my Turn)
- 1982–1983: Remington Steele (Fernsehserie)
- 1983–1987: Agentin mit Herz (Scarecrow and Mrs. King) (Fernsehserie)
- 1983: B.T. Brady, Privatdetektivin (This Girl for Hire)
- 1990: Brenda und die Männer (The World’s Oldest Living Bridesmaid)
- 1991: Aus der Tiefe des Vergessens (Finding the Way Home)
- 1995: Symphonie des Bösen (Hellfire)
- 1995–1997: Superman – Die Abenteuer von Lois & Clark (Lois & Clark: The New Adventures of Superman) (Fernsehserie)
- 1999–2004: Eine himmlische Familie (7th Heaven) (Fernsehserie)
- 2003: Schöne Bescherung 2 – Eddie geht baden (Christmas Vacation 2: Cousin Eddie’s Island Adventure)

## Gastauftritte in Fernsehserien (Auswahl)
- 1950: Mama Rosa
- 1950: Die Texas Rangers (The Lone Ranger)
- 1954: Medic
- 1956–1961: Abenteuer im wilden Westen (Zane Grey Theater)
- 1959: Yancy Derringer
- 1959–1963: Tausend Meilen Staub (Rawhide)
- 1960: Twilight Zone (The Twilight Zone)
- 1960: Perry Mason
- 1960: Am Fuß der blauen Berge (Laramie)
- 1960: Josh (Wanted: Dead or Alive)
- 1960: Ein Fall für Michael Shayne (Michael Shayne)
- 1960: Checkmate
- 1961: Geheimauftrag für John Drake (Danger Man)
- 1961: Der Asphaltdschungel (The Asphalt Jungle)
- 1961–1962: Dr. Kildare
- 1961: Polizeirevier 87 (87th Precinct)
- 1962: Heute Abend Dick Powell (The Dick Powell Show)
- 1962: St. Dominic und seine Schäfchen (Going My Way)
- 1963–1970: Rauchende Colts (Gunsmoke)
- 1963: Auf der Flucht (The Fugitive)
- 1963: Katy (The Farmer’s Daughter)
- 1964: Stunde der Entscheidung (Kraft Suspense Theatre)
- 1964: The Bing Crosby Show
- 1965: Der Mann ohne Namen (A Man Called Shenandoah)
- 1965: Pistolen und Petticoats (Pistols ‘n’ Petticoats)
- 1967–1983: Nachdenkliche Geschichten (Insight)
- 1967–1969: Verrückter wilder Westen (The Wild Wild West)
- 1968–1973: Mannix
- 1969: Hier kommt Lucy (Here’s Lucy)
- 1972–1975: Dr. med. Marcus Welby (Marcus Welby, M.D.)
- 1972: Twen-Police (The Mod Squad)
- 1973: Owen Marshall (Owen Marshall: Counselor at Law)
- 1973: Cannon (Folge: Gefährliches Erbe)
- 1973: The New Perry Mason (Folge: The Case of the Prodigal Prophet)
- 1974: Doc Elliot (Folge: Eine skandalöse Lehrerin)
- 1974: Planet der Affen (Folge: Familienbande)
- 1974: Der Chef (Folge: Der letzte Bruch)
- 1975: Kung Fu (Folge: Caine und die Suche nach dem Eichenhain)
- 1975: Oh Mary (Mary Tyler Moore)
- 1979: Das war der Wilde Westen (How the West Was Won)
- 1979: Drei Engel für Charlie (Folge: Wertvoller Ballast)
- 1980: Trapper John, M.D.
- 1981: Hart aber herzlich (Folge: Hoppe, hoppe Reiter)
- 1982: Flamingo Road
- 1982: Magnum (Magnum, P.I.)
- 1982: Matt Houston
- 1985: Hotel
- 1985: Agentur Maxwell (Finder of Lost Loves)
- 1986: Die Fälle des Harry Fox (Folge: Rosie)
- 1995: Friends
- 1995: Ellen
- 1997: Diagnose: Mord (Folge: Superdedektiv Mannix)
- 1998: Teen Angel
- 1998: Saras aufregendes Landleben (The Simple Life)
- 2000: Port Charles
- 2001: The Guardian – Retter mit Herz (The Guardian)